# مرغ باران کلاه‌سیاه
مرغ باران کلاه‌سیاه (نام علمی: Pterodroma hasitata) نام یک گونه از سرده مرغ باران خرمگسی است.